# Lista över fornlämningar i Västerås kommun (Kungsåra)
Lista över fornlämningar i Västerås kommun (Kungsåra) är en förteckning av ett urval av de fornlämningar som finns i Kungsåra i Västerås kommun.
| Namn                           | Lämningstyp                      | Tillkomsttid | Historisk indelning   | Plats | Läge                 | ID-nr          | Bild                                      |
| ------------------------------ | -------------------------------- | ------------ | --------------------- | ----- | -------------------- | -------------- | ----------------------------------------- |
| Kungsåra 1:1                   | Stensättning                     |              | Kungsåra, Västmanland |       | 59.612511, 16.815222 | 10230000010001 | Ladda upp en bild av detta fornminne      |
| Kungsåra 1:2                   | Stensättning                     |              | Kungsåra, Västmanland |       | 59.612336, 16.814480 | 10230000010002 | Ladda upp en bild av detta fornminne      |
| Kungsåra 2:1                   | Stensättning                     |              | Kungsåra, Västmanland |       | 59.610636, 16.822060 | 10230000020001 | Ladda upp en bild av detta fornminne      |
| Kungsåra 3:1                   | Hällristning                     |              | Kungsåra, Västmanland |       | 59.610566, 16.823929 | 10230000030001 | Ladda upp en bild av detta fornminne      |
| Kungsåra 4:1                   | Stensättning                     |              | Kungsåra, Västmanland |       | 59.610896, 16.826139 | 10230000040001 | Ladda upp en bild av detta fornminne      |
| Kungsåra 5:1                   | Hällristning                     |              | Kungsåra, Västmanland |       | 59.611338, 16.803625 | 10230000050001 | Ladda upp en bild av detta fornminne      |
| Kungsåra 5:2                   | Hällristning                     |              | Kungsåra, Västmanland |       | 59.611323, 16.803491 | 10230000050002 | Ladda upp en bild av detta fornminne      |
| Kungsåra 5:3                   | Hällristning                     |              | Kungsåra, Västmanland |       | 59.611323, 16.803491 | 10230000050003 | Ladda upp en bild av detta fornminne      |
| Kungsåra 6:1                   | Gravfält                         |              | Kungsåra, Västmanland |       | 59.607432, 16.798538 | 10230000060001 | Ladda upp en bild av detta fornminne      |
| Kungsåra 7:1                   | Gravfält                         |              | Kungsåra, Västmanland |       | 59.608275, 16.796276 | 10230000070001 | Ladda upp en bild av detta fornminne      |
| Kungsåra 10:1                  | Grav- och boplatsområde          |              | Kungsåra, Västmanland |       | 59.612541, 16.786578 | 10230000100001 | Ladda upp en bild av detta fornminne      |
| Kungsåra 11:1                  | Hällristning                     |              | Kungsåra, Västmanland |       | 59.612050, 16.781844 | 10230000110001 | Ladda upp en bild av detta fornminne      |
| Kungsåra 13:1                  | Stensättning                     |              | Kungsåra, Västmanland |       | 59.618188, 16.801705 | 10230000130001 | Ladda upp en bild av detta fornminne      |
| Kungsåra 13:2                  | Stensättning                     |              | Kungsåra, Västmanland |       | 59.618324, 16.802007 | 10230000130002 | Ladda upp en bild av detta fornminne      |
| Kungsåra 15:1                  | Grav- och boplatsområde          |              | Kungsåra, Västmanland |       | 59.618868, 16.785193 | 10230000150001 | Ladda upp en bild av detta fornminne      |
| Kungsåra 16:1                  | Gravfält                         |              | Kungsåra, Västmanland |       | 59.621548, 16.779762 | 10230000160001 | Ladda upp en bild av detta fornminne      |
| Kungsåra 17:1                  | Gravfält                         |              | Kungsåra, Västmanland |       | 59.612432, 16.803989 | 10230000170001 | Ladda upp en bild av detta fornminne      |
| Kungsåra 17:2                  | Hällristning                     |              | Kungsåra, Västmanland |       | 59.612575, 16.804301 | 10230000170002 | Ladda upp en bild av detta fornminne      |
| Kungsåra 18:1                  | Gravfält                         |              | Kungsåra, Västmanland |       | 59.628318, 16.802923 | 10230000180001 | Ladda upp en bild av detta fornminne      |
| Kungsåra 19:1                  | Stensättning                     |              | Kungsåra, Västmanland |       | 59.617863, 16.812000 | 10230000190001 | Ladda upp en bild av detta fornminne      |
| Kungsåra 21:1                  | Stensättning                     |              | Kungsåra, Västmanland |       | 59.624534, 16.805623 | 10230000210001 | Ladda upp en bild av detta fornminne      |
| Kungsåra 21:2                  | Stensättning                     |              | Kungsåra, Västmanland |       | 59.624531, 16.806031 | 10230000210002 | Ladda upp en bild av detta fornminne      |
| Kungsåra 22:1                  | Stensättning                     |              | Kungsåra, Västmanland |       | 59.611280, 16.820202 | 10230000220001 | Ladda upp en bild av detta fornminne      |
| Kungsåra 23:1                  | Stensättning                     |              | Kungsåra, Västmanland |       | 59.611190, 16.799721 | 10230000230001 | Ladda upp en bild av detta fornminne      |
| Kungsåra 24:1                  | Stensättning                     |              | Kungsåra, Västmanland |       | 59.611558, 16.799257 | 10230000240001 | Ladda upp en bild av detta fornminne      |
| Kungsåra 24:2                  | Stensättning                     |              | Kungsåra, Västmanland |       | 59.611560, 16.799587 | 10230000240002 | Ladda upp en bild av detta fornminne      |
| Kungsåra 26:1                  | Grav- och boplatsområde          |              | Kungsåra, Västmanland |       | 59.599209, 16.785826 | 10230000260001 | Ladda upp en bild av detta fornminne      |
| Kungsåra 26:2                  | Hällristning                     |              | Kungsåra, Västmanland |       | 59.599802, 16.787038 | 10230000260002 | Ladda upp en bild av detta fornminne      |
| Kungsåra 26:3                  | Hällristning                     |              | Kungsåra, Västmanland |       | 59.599043, 16.786087 | 10230000260003 | Ladda upp en bild av detta fornminne      |
| Kungsåra 27:1                  | Gravfält                         |              | Kungsåra, Västmanland |       | 59.600572, 16.788107 | 10230000270001 | Ladda upp en bild av detta fornminne      |
| Kungsåra 28:2                  | Hällristning                     |              | Kungsåra, Västmanland |       | 59.603877, 16.795172 | 10230000280002 | Ladda upp en bild av detta fornminne      |
| Gottsta backar (Kungsåra 29:1) | Grav- och boplatsområde          |              | Kungsåra, Västmanland |       | 59.599227, 16.788002 | 10230000290001 | Ladda upp en bild av detta fornminne      |
| Kungsåra 29:4                  | Hällristning                     |              | Kungsåra, Västmanland |       | 59.599733, 16.788683 | 10230000290004 | Ladda upp en bild av detta fornminne      |
| Kungsåra 29:5                  | Hällristning                     |              | Kungsåra, Västmanland |       | 59.598850, 16.787288 | 10230000290005 | Ladda upp en bild av detta fornminne      |
| Kungsåra 30:1                  | Grav- och boplatsområde          |              | Kungsåra, Västmanland |       | 59.598178, 16.788029 | 10230000300001 | Ladda upp en till bild av detta fornminne |
| Kungsåra 30:2                  | Stensättning                     |              | Kungsåra, Västmanland |       | 59.598370, 16.788915 | 10230000300002 | Ladda upp en bild av detta fornminne      |
| Kungsåra 31:1                  | Gravfält                         |              | Kungsåra, Västmanland |       | 59.592097, 16.780482 | 10230000310001 | Ladda upp en bild av detta fornminne      |
| Kungsåra 31:2                  | Hällristning                     |              | Kungsåra, Västmanland |       | 59.592655, 16.780325 | 10230000310002 | Ladda upp en bild av detta fornminne      |
| Vabron (Kungsåra 32:1)         | Hög                              |              | Kungsåra, Västmanland |       | 59.594444, 16.788241 | 10230000320001 | Ladda upp en bild av detta fornminne      |
| Kungsåra 33:1                  | Stensättning                     |              | Kungsåra, Västmanland |       | 59.597404, 16.785186 | 10230000330001 | Ladda upp en bild av detta fornminne      |
| Kungsåra 33:2                  | Stensättning                     |              | Kungsåra, Västmanland |       | 59.597158, 16.785414 | 10230000330002 | Ladda upp en bild av detta fornminne      |
| Kungsåra 34:1                  | Gravfält                         |              | Kungsåra, Västmanland |       | 59.597731, 16.799806 | 10230000340001 | Ladda upp en bild av detta fornminne      |
| Kungsåra 34:2                  | Hällristning                     |              | Kungsåra, Västmanland |       | 59.597853, 16.799638 | 10230000340002 | Ladda upp en bild av detta fornminne      |
| Kungsåra 35:1                  | Gravfält                         |              | Kungsåra, Västmanland |       | 59.599734, 16.800809 | 10230000350001 | Ladda upp en bild av detta fornminne      |
| Kungsåra 36:1                  | Gravfält                         |              | Kungsåra, Västmanland |       | 59.605561, 16.799069 | 10230000360001 | Ladda upp en bild av detta fornminne      |
| Kungsåra 37:1                  | Stensättning                     |              | Kungsåra, Västmanland |       | 59.605764, 16.801485 | 10230000370001 | Ladda upp en bild av detta fornminne      |
| Kungsåra 38:1                  | Hällristning                     |              | Kungsåra, Västmanland |       | 59.610469, 16.802776 | 10230000380001 | Ladda upp en bild av detta fornminne      |
| Kungsåra 39:2                  | Hällristning                     |              | Kungsåra, Västmanland |       | 59.608617, 16.809661 | 10230000390002 | Ladda upp en bild av detta fornminne      |
| Kungsåra 40:1                  | Stensättning                     |              | Kungsåra, Västmanland |       | 59.607859, 16.807832 | 10230000400001 | Ladda upp en bild av detta fornminne      |
| Kungsåra 41:1                  | Stensättning                     |              | Kungsåra, Västmanland |       | 59.599885, 16.804326 | 10230000410001 | Ladda upp en bild av detta fornminne      |
| Kungsåra 42:1                  | Stensättning                     |              | Kungsåra, Västmanland |       | 59.597497, 16.806086 | 10230000420001 | Ladda upp en bild av detta fornminne      |
| Kungsåra 43:1                  | Stensättning                     |              | Kungsåra, Västmanland |       | 59.594178, 16.808859 | 10230000430001 | Ladda upp en bild av detta fornminne      |
| Kungsåra 44:1                  | Hällristning                     |              | Kungsåra, Västmanland |       | 59.595296, 16.800685 | 10230000440001 | Ladda upp en bild av detta fornminne      |
| Kungsåra 45:1                  | Stensättning                     |              | Kungsåra, Västmanland |       | 59.595508, 16.803671 | 10230000450001 | Ladda upp en bild av detta fornminne      |
| Kungsåra 45:2                  | Hällristning                     |              | Kungsåra, Västmanland |       | 59.595394, 16.803502 | 10230000450002 | Ladda upp en bild av detta fornminne      |
| Kungsåra 45:3                  | Hällristning                     |              | Kungsåra, Västmanland |       | 59.595680, 16.803473 | 10230000450003 | Ladda upp en bild av detta fornminne      |
| Kungsåra 46:1                  | Gravfält                         |              | Kungsåra, Västmanland |       | 59.596067, 16.796611 | 10230000460001 | Ladda upp en bild av detta fornminne      |
| Kungsåra 47:1                  | Stensättning                     |              | Kungsåra, Västmanland |       | 59.594607, 16.802149 | 10230000470001 | Ladda upp en bild av detta fornminne      |
| Kungsåra 47:2                  | Hällristning                     |              | Kungsåra, Västmanland |       | 59.594860, 16.801574 | 10230000470002 | Ladda upp en bild av detta fornminne      |
| Kungsåra 48:1                  | Hällristning                     |              | Kungsåra, Västmanland |       | 59.604774, 16.794856 | 10230000480001 | Ladda upp en bild av detta fornminne      |
| Kungsåra 49:2                  | Hällristning                     |              | Kungsåra, Västmanland |       | 59.603199, 16.796194 | 10230000490002 | Ladda upp en bild av detta fornminne      |
| Kungsåra 50:1                  | Gravfält                         |              | Kungsåra, Västmanland |       | 59.600482, 16.791049 | 10230000500001 | Ladda upp en bild av detta fornminne      |
| Kungsåra 50:3                  | Hällristning                     |              | Kungsåra, Västmanland |       | 59.600210, 16.792474 | 10230000500003 | Ladda upp en bild av detta fornminne      |
| Kungsåra 51:1                  | Gravfält                         |              | Kungsåra, Västmanland |       | 59.587518, 16.830050 | 10230000510001 | Ladda upp en bild av detta fornminne      |
| Kungsåra 52:1                  | Stensättning                     |              | Kungsåra, Västmanland |       | 59.586276, 16.831561 | 10230000520001 | Ladda upp en bild av detta fornminne      |
| Kungsåra 53:1                  | Stensättning                     |              | Kungsåra, Västmanland |       | 59.585318, 16.834592 | 10230000530001 | Ladda upp en bild av detta fornminne      |
| Kungsåra 53:2                  | Stensättning                     |              | Kungsåra, Västmanland |       | 59.585422, 16.834312 | 10230000530002 | Ladda upp en bild av detta fornminne      |
| Kungsåra 54:1                  | Hög                              |              | Kungsåra, Västmanland |       | 59.584762, 16.835336 | 10230000540001 | Ladda upp en bild av detta fornminne      |
| Kungsåra 55:1                  | Röse                             |              | Kungsåra, Västmanland |       | 59.572126, 16.848496 | 10230000550001 | Ladda upp en bild av detta fornminne      |
| Kungsåra 56:1                  | Stensättning                     |              | Kungsåra, Västmanland |       | 59.606751, 16.806889 | 10230000560001 | Ladda upp en bild av detta fornminne      |
| Kungsåra 58:1                  | Hög                              |              | Kungsåra, Västmanland |       | 59.579311, 16.827705 | 10230000580001 | Ladda upp en bild av detta fornminne      |
| Kungsåra 58:2                  | Husgrund, förhistorisk/medeltida |              | Kungsåra, Västmanland |       | 59.579085, 16.828188 | 10230000580002 | Ladda upp en bild av detta fornminne      |
| Kungsåra 59:1                  | Röse                             |              | Kungsåra, Västmanland |       | 59.572025, 16.836446 | 10230000590001 | Ladda upp en bild av detta fornminne      |
| Kungsåra 60:1                  | Gravfält                         |              | Kungsåra, Västmanland |       | 59.590816, 16.800935 | 10230000600001 | Ladda upp en bild av detta fornminne      |
| Kungsåra 61:1                  | Stensättning                     |              | Kungsåra, Västmanland |       | 59.582606, 16.807791 | 10230000610001 | Ladda upp en bild av detta fornminne      |
| Kungsåra 61:2                  | Stensättning                     |              | Kungsåra, Västmanland |       | 59.582736, 16.807344 | 10230000610002 | Ladda upp en bild av detta fornminne      |
| Kungsåra 63:1                  | Gravfält                         |              | Kungsåra, Västmanland |       | 59.596323, 16.778227 | 10230000630001 | Ladda upp en bild av detta fornminne      |
| Kungsåra 64:1                  | Grav- och boplatsområde          |              | Kungsåra, Västmanland |       | 59.600744, 16.778030 | 10230000640001 | Ladda upp en bild av detta fornminne      |
| Kungsåra 64:3                  | Hällristning                     |              | Kungsåra, Västmanland |       | 59.601336, 16.777845 | 10230000640003 | Ladda upp en bild av detta fornminne      |
| Kungsåra 64:4                  | Hällristning                     |              | Kungsåra, Västmanland |       | 59.601336, 16.777845 | 10230000640004 | Ladda upp en bild av detta fornminne      |
| Kungsåra 64:5                  | Hällristning                     |              | Kungsåra, Västmanland |       | 59.600603, 16.778057 | 10230000640005 | Ladda upp en bild av detta fornminne      |
| Kungsåra 64:6                  | Hällristning                     |              | Kungsåra, Västmanland |       | 59.600301, 16.777501 | 10230000640006 | Ladda upp en bild av detta fornminne      |
| Kungsåra 65:1                  | Grav- och boplatsområde          |              | Kungsåra, Västmanland |       | 59.602669, 16.777326 | 10230000650001 | Ladda upp en bild av detta fornminne      |
| Kungsåra 65:3                  | Hällristning                     |              | Kungsåra, Västmanland |       | 59.602666, 16.776928 | 10230000650003 | Ladda upp en bild av detta fornminne      |
| Kungsåra 65:4                  | Hällristning                     |              | Kungsåra, Västmanland |       | 59.602334, 16.778886 | 10230000650004 | Ladda upp en bild av detta fornminne      |
| Kungsåra 66:1                  | Grav- och boplatsområde          |              | Kungsåra, Västmanland |       | 59.604307, 16.777567 | 10230000660001 | Ladda upp en bild av detta fornminne      |
| Kungsåra 66:2                  | Hällristning                     |              | Kungsåra, Västmanland |       | 59.604358, 16.777015 | 10230000660002 | Ladda upp en bild av detta fornminne      |
| Kungsåra 67:1                  | Hög                              |              | Kungsåra, Västmanland |       | 59.590693, 16.798348 | 10230000670001 | Ladda upp en bild av detta fornminne      |
| Kungsåra 69:1                  | Stensättning                     |              | Kungsåra, Västmanland |       | 59.609071, 16.776169 | 10230000690001 | Ladda upp en bild av detta fornminne      |
| Kungsåra 70:1                  | Hög                              |              | Kungsåra, Västmanland |       | 59.608178, 16.773505 | 10230000700001 | Ladda upp en bild av detta fornminne      |
| Kungsåra 71:1                  | Röse                             |              | Kungsåra, Västmanland |       | 59.615320, 16.761038 | 10230000710001 | Ladda upp en bild av detta fornminne      |
| Kungsåra 72:1                  | Hällristning                     |              | Kungsåra, Västmanland |       | 59.618308, 16.814000 | 10230000720001 | Ladda upp en bild av detta fornminne      |
| Kungsåra 73:1                  | Stensättning                     |              | Kungsåra, Västmanland |       | 59.621458, 16.777987 | 10230000730001 | Ladda upp en bild av detta fornminne      |
| Kungsåra 74:1                  | Hällristning                     |              | Kungsåra, Västmanland |       | 59.595881, 16.778811 | 10230000740001 | Ladda upp en bild av detta fornminne      |
| Kungsåra 75:1                  | Hög                              |              | Kungsåra, Västmanland |       | 59.588352, 16.795141 | 10230000750001 | Ladda upp en bild av detta fornminne      |
| Kungsåra 76:1                  | Hög                              |              | Kungsåra, Västmanland |       | 59.588868, 16.795193 | 10230000760001 | Ladda upp en bild av detta fornminne      |
| Kungsåra 77:1                  | Hög                              |              | Kungsåra, Västmanland |       | 59.587957, 16.793728 | 10230000770001 | Ladda upp en bild av detta fornminne      |
| Kungsåra 77:2                  | Hög                              |              | Kungsåra, Västmanland |       | 59.588070, 16.794471 | 10230000770002 | Ladda upp en bild av detta fornminne      |
| Kungsåra 78:1                  | Hällristning                     |              | Kungsåra, Västmanland |       | 59.611047, 16.782024 | 10230000780001 | Ladda upp en bild av detta fornminne      |
| Kungsåra 78:2                  | Hällristning                     |              | Kungsåra, Västmanland |       | 59.611305, 16.781911 | 10230000780002 | Ladda upp en bild av detta fornminne      |
| Kungsåra 79:1                  | Röse                             |              | Kungsåra, Västmanland |       | 59.598545, 16.773693 | 10230000790001 | Ladda upp en bild av detta fornminne      |
| Kungsåra 80:1                  | Hällristning                     |              | Kungsåra, Västmanland |       | 59.600956, 16.775896 | 10230000800001 | Ladda upp en bild av detta fornminne      |
| Kungsåra 80:2                  | Hällristning                     |              | Kungsåra, Västmanland |       | 59.600953, 16.775716 | 10230000800002 | Ladda upp en bild av detta fornminne      |
| Kungsåra 83:1                  | Stensättning                     |              | Kungsåra, Västmanland |       | 59.589489, 16.774327 | 10230000830001 | Ladda upp en bild av detta fornminne      |
| Kungsåra 83:2                  | Stensättning                     |              | Kungsåra, Västmanland |       | 59.589385, 16.773776 | 10230000830002 | Ladda upp en bild av detta fornminne      |
| Kungsåra 85:1                  | Stensättning                     |              | Kungsåra, Västmanland |       | 59.602070, 16.753118 | 10230000850001 | Ladda upp en bild av detta fornminne      |
| Kungsåra 86:2                  | Stensättning                     |              | Kungsåra, Västmanland |       | 59.594093, 16.772582 | 10230000860002 | Ladda upp en bild av detta fornminne      |
| Kungsåra 90:1                  | Gravfält                         |              | Kungsåra, Västmanland |       | 59.581364, 16.809526 | 10230000900001 | Ladda upp en bild av detta fornminne      |
| Kungsåra 95:1                  | Hällristning                     |              | Kungsåra, Västmanland |       | 59.615485, 16.804042 | 10230000950001 | Ladda upp en bild av detta fornminne      |
| Kungsåra 96:1                  | Stensättning                     |              | Kungsåra, Västmanland |       | 59.619227, 16.815822 | 10230000960001 | Ladda upp en bild av detta fornminne      |
| Kungsåra 99:1                  | Stensättning                     |              | Kungsåra, Västmanland |       | 59.624009, 16.807905 | 10230000990001 | Ladda upp en bild av detta fornminne      |
| Kungsåra 99:2                  | Stensättning                     |              | Kungsåra, Västmanland |       | 59.624122, 16.807497 | 10230000990002 | Ladda upp en bild av detta fornminne      |
| Kungsåra 101:1                 | Hällristning                     |              | Kungsåra, Västmanland |       | 59.597465, 16.785545 | 10230001010001 | Ladda upp en bild av detta fornminne      |
| Kungsåra 101:2                 | Hällristning                     |              | Kungsåra, Västmanland |       | 59.597346, 16.785549 | 10230001010002 | Ladda upp en bild av detta fornminne      |
| Kungsåra 103:2                 | Hög                              |              | Kungsåra, Västmanland |       | 59.598006, 16.786609 | 10230001030002 | Ladda upp en bild av detta fornminne      |
| Kungsåra 104:1                 | Stensättning                     |              | Kungsåra, Västmanland |       | 59.600230, 16.790304 | 10230001040001 | Ladda upp en bild av detta fornminne      |
| Kungsåra 105:2                 | Stensättning                     |              | Kungsåra, Västmanland |       | 59.596009, 16.810138 | 10230001050002 | Ladda upp en bild av detta fornminne      |
| Kungsåra 106:1                 | Stensättning                     |              | Kungsåra, Västmanland |       | 59.596244, 16.810451 | 10230001060001 | Ladda upp en bild av detta fornminne      |
| Kungsåra 106:2                 | Stensättning                     |              | Kungsåra, Västmanland |       | 59.596339, 16.810687 | 10230001060002 | Ladda upp en bild av detta fornminne      |
| Kungsåra 106:4                 | Stensättning                     |              | Kungsåra, Västmanland |       | 59.595829, 16.811026 | 10230001060004 | Ladda upp en bild av detta fornminne      |
| Kungsåra 111:1                 | Stensättning                     |              | Kungsåra, Västmanland |       | 59.596904, 16.810417 | 10230001110001 | Ladda upp en bild av detta fornminne      |
| Glupenstorp (Kungsåra 114:1)   | Hög                              |              | Kungsåra, Västmanland |       | 59.592202, 16.815376 | 10230001140001 | Ladda upp en bild av detta fornminne      |
| Glupenstorp (Kungsåra 114:3)   | Stensättning                     |              | Kungsåra, Västmanland |       | 59.592047, 16.815130 | 10230001140003 | Ladda upp en bild av detta fornminne      |
| Glupenstorp (Kungsåra 114:4)   | Stensättning                     |              | Kungsåra, Västmanland |       | 59.592027, 16.815405 | 10230001140004 | Ladda upp en bild av detta fornminne      |
| Glupenstorp (Kungsåra 114:5)   | Hög                              |              | Kungsåra, Västmanland |       | 59.591904, 16.815222 | 10230001140005 | Ladda upp en bild av detta fornminne      |
| Kungsåra 115:1                 | Hällristning                     |              | Kungsåra, Västmanland |       | 59.590840, 16.782919 | 10230001150001 | Ladda upp en bild av detta fornminne      |
| Getingberget (Kungsåra 116:1)  | Gravfält                         |              | Kungsåra, Västmanland |       | 59.588893, 16.807994 | 10230001160001 | Ladda upp en bild av detta fornminne      |
| Kungsåra 119:1                 | Gravfält                         |              | Kungsåra, Västmanland |       | 59.580087, 16.817729 | 10230001190001 | Ladda upp en bild av detta fornminne      |
| Kungsåra 123:1                 | Stensättning                     |              | Kungsåra, Västmanland |       | 59.616152, 16.779425 | 10230001230001 | Ladda upp en bild av detta fornminne      |
| Kungsåra 125:1                 | Gravfält                         |              | Kungsåra, Västmanland |       | 59.606960, 16.797731 | 10230001250001 | Ladda upp en bild av detta fornminne      |
| Kungsåra 126:1                 | Stensättning                     |              | Kungsåra, Västmanland |       | 59.609092, 16.794738 | 10230001260001 | Ladda upp en bild av detta fornminne      |
| Kungsåra 126:2                 | Stensättning                     |              | Kungsåra, Västmanland |       | 59.609188, 16.794881 | 10230001260002 | Ladda upp en bild av detta fornminne      |
| Kungsåra 127:1                 | Stensättning                     |              | Kungsåra, Västmanland |       | 59.580924, 16.812278 | 10230001270001 | Ladda upp en bild av detta fornminne      |
| Kungsåra 128:1                 | Hällristning                     |              | Kungsåra, Västmanland |       | 59.614120, 16.802824 | 10230001280001 | Ladda upp en bild av detta fornminne      |
| Kungsåra 129:1                 | Hällristning                     |              | Kungsåra, Västmanland |       | 59.612588, 16.815202 | 10230001290001 | Ladda upp en bild av detta fornminne      |
| Kungsåra 130:1                 | Stensättning                     |              | Kungsåra, Västmanland |       | 59.605391, 16.812151 | 10230001300001 | Ladda upp en bild av detta fornminne      |
| Kungsåra 131:1                 | Stensättning                     |              | Kungsåra, Västmanland |       | 59.605752, 16.813321 | 10230001310001 | Ladda upp en bild av detta fornminne      |
| Kungsåra 132:1                 | Stensättning                     |              | Kungsåra, Västmanland |       | 59.610826, 16.818080 | 10230001320001 | Ladda upp en bild av detta fornminne      |
| Kungsåra 132:2                 | Stensättning                     |              | Kungsåra, Västmanland |       | 59.611002, 16.817770 | 10230001320002 | Ladda upp en bild av detta fornminne      |
| Kungsåra 132:3                 | Stensättning                     |              | Kungsåra, Västmanland |       | 59.611196, 16.818226 | 10230001320003 | Ladda upp en bild av detta fornminne      |
| Kungsåra 140:1                 | Stensättning                     |              | Kungsåra, Västmanland |       | 59.617005, 16.768775 | 10230001400001 | Ladda upp en bild av detta fornminne      |
| Kungsåra 140:2                 | Stensättning                     |              | Kungsåra, Västmanland |       | 59.617129, 16.768572 | 10230001400002 | Ladda upp en bild av detta fornminne      |
| Kungsåra 142:1                 | Stensättning                     |              | Kungsåra, Västmanland |       | 59.592194, 16.766678 | 10230001420001 | Ladda upp en bild av detta fornminne      |
| Kungsåra 143:1                 | Röse                             |              | Kungsåra, Västmanland |       | 59.591698, 16.766494 | 10230001430001 | Ladda upp en bild av detta fornminne      |
| Kungsåra 143:2                 | Stensättning                     |              | Kungsåra, Västmanland |       | 59.591684, 16.766080 | 10230001430002 | Ladda upp en bild av detta fornminne      |
| Kungsåra 146:1                 | Hällristning                     |              | Kungsåra, Västmanland |       | 59.585597, 16.834539 | 10230001460001 | Ladda upp en bild av detta fornminne      |
| Kungsåra 147:1                 | Stensättning                     |              | Kungsåra, Västmanland |       | 59.575178, 16.832666 | 10230001470001 | Ladda upp en bild av detta fornminne      |
| Kungsåra 149:2                 | Hällristning                     |              | Kungsåra, Västmanland |       | 59.629856, 16.800640 | 10230001490002 | Ladda upp en bild av detta fornminne      |
| Kungsåra 151:1                 | Stensättning                     |              | Kungsåra, Västmanland |       | 59.566010, 16.852990 | 10230001510001 | Ladda upp en bild av detta fornminne      |
| Kungsåra 157:1                 | Gravfält                         |              | Kungsåra, Västmanland |       | 59.626171, 16.801990 | 10230001570001 | Ladda upp en bild av detta fornminne      |
| Kungsåra 171:1                 | Röse                             |              | Kungsåra, Västmanland |       | 59.579877, 16.824568 | 10230001710001 | Ladda upp en bild av detta fornminne      |
| Kungsåra 171:2                 | Röse                             |              | Kungsåra, Västmanland |       | 59.579995, 16.824706 | 10230001710002 | Ladda upp en bild av detta fornminne      |
| Kungsåra 172:1                 | Stensättning                     |              | Kungsåra, Västmanland |       | 59.578885, 16.824500 | 10230001720001 | Ladda upp en bild av detta fornminne      |
| Kungsåra 174:1                 | Hällristning                     |              | Kungsåra, Västmanland |       | 59.591549, 16.768034 | 10230001740001 | Ladda upp en bild av detta fornminne      |
| Kungsåra 186:1                 | Hällristning                     |              | Kungsåra, Västmanland |       | 59.629507, 16.804364 | 10230001860001 | Ladda upp en bild av detta fornminne      |
| Kungsåra 186:2                 | Hällristning                     |              | Kungsåra, Västmanland |       | 59.629383, 16.804465 | 10230001860002 | Ladda upp en bild av detta fornminne      |
| Kungsåra 187:1                 | Hällristning                     |              | Kungsåra, Västmanland |       | 59.628751, 16.803766 | 10230001870001 | Ladda upp en bild av detta fornminne      |
| Kungsåra 212                   | Hällristning                     |              | Kungsåra, Västmanland |       | 59.623325, 16.811013 | 12000000032880 | Ladda upp en bild av detta fornminne      |
| Kungsåra 213                   | Hällristning                     |              | Kungsåra, Västmanland |       | 59.622908, 16.810981 | 12000000032882 | Ladda upp en bild av detta fornminne      |
| Kungsåra 214                   | Hällristning                     |              | Kungsåra, Västmanland |       | 59.622783, 16.811629 | 12000000032906 | Ladda upp en bild av detta fornminne      |
| Kungsåra 215                   | Hällristning                     |              | Kungsåra, Västmanland |       | 59.622768, 16.811663 | 12000000032908 | Ladda upp en bild av detta fornminne      |
| Kungsåra 219                   | Hällristning                     |              | Kungsåra, Västmanland |       | 59.622288, 16.811569 | 12000000032926 | Ladda upp en bild av detta fornminne      |
| Kungsåra 220                   | Hällristning                     |              | Kungsåra, Västmanland |       | 59.622287, 16.811638 | 12000000032931 | Ladda upp en bild av detta fornminne      |
| Kungsåra 221                   | Hällristning                     |              | Kungsåra, Västmanland |       | 59.621932, 16.811085 | 12000000032934 | Ladda upp en bild av detta fornminne      |
| Kungsåra 222                   | Hällristning                     |              | Kungsåra, Västmanland |       | 59.621913, 16.811014 | 12000000032936 | Ladda upp en bild av detta fornminne      |
| Kungsåra 231                   | Hällristning                     |              | Kungsåra, Västmanland |       | 59.622718, 16.813237 | 12000000077971 | Ladda upp en bild av detta fornminne      |
| Kungsåra 235                   | Hällristning                     |              | Kungsåra, Västmanland |       | 59.623856, 16.806576 | 12000000082581 | Ladda upp en bild av detta fornminne      |
| Kungsåra 236                   | Hällristning                     |              | Kungsåra, Västmanland |       | 59.618667, 16.816322 | 12000000082586 | Ladda upp en bild av detta fornminne      |
| Kungsåra 237                   | Hällristning                     |              | Kungsåra, Västmanland |       | 59.619383, 16.813486 | 12000000082590 | Ladda upp en bild av detta fornminne      |
| Kungsåra 238                   | Stensättning                     |              | Kungsåra, Västmanland |       | 59.624070, 16.806958 | 12000000082593 | Ladda upp en bild av detta fornminne      |
| Kungsåra 239                   | Hällristning                     |              | Kungsåra, Västmanland |       | 59.623911, 16.806964 | 12000000082595 | Ladda upp en bild av detta fornminne      |
| Kungsåra 240                   | Gravfält                         |              | Kungsåra, Västmanland |       | 59.625383, 16.801017 | 12000000082598 | Ladda upp en bild av detta fornminne      |
| Kungsåra 241                   | Hällristning                     |              | Kungsåra, Västmanland |       | 59.618096, 16.816578 | 12000000082602 | Ladda upp en bild av detta fornminne      |
| Kungsåra 242                   | Hällristning                     |              | Kungsåra, Västmanland |       | 59.618508, 16.814162 | 12000000082605 | Ladda upp en bild av detta fornminne      |